# Погремок большой
Погремок большой (лат. Rhinanthus minor) — полупаразитическое однолетнее растение, вид рода Погремок (Rhinanthus) семейства Заразиховые (Orobanchaceae), ранее включался в семейство Норичниковые (Scrophulariaceae). Во многих ботанических русскоязычных источниках в качестве синонимичного названия вида указывается Погремок узколистный, однако по современной классификации таковым считается только один из двух подвидов, Rhinanthus major var. major.

## Ботаническое описание
Однолетнее травянистое растение.

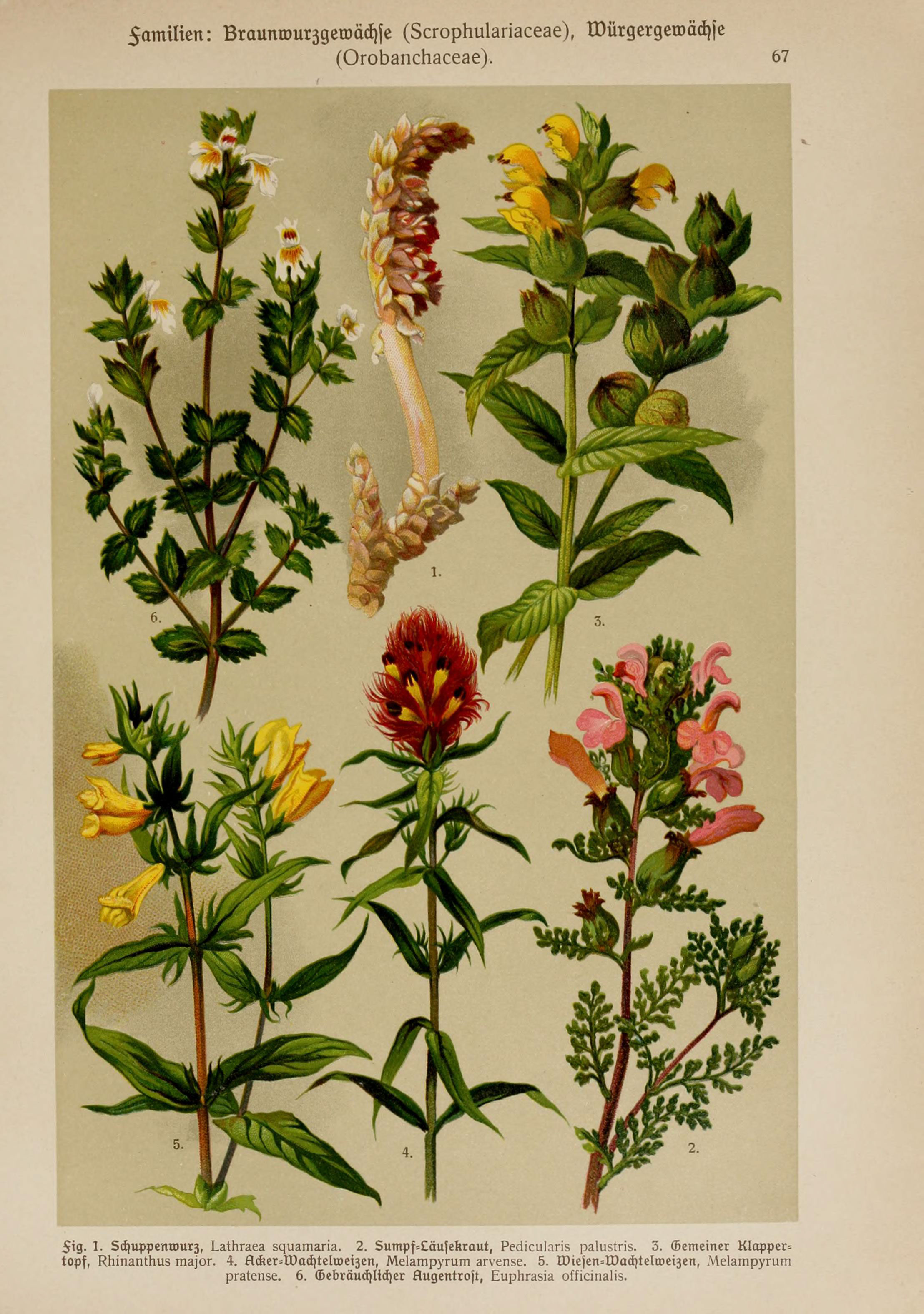
Иллюстраци из книги Hoffmann-Dennert botanischer Bilderatlas. № 3 вверху справа - Погремок большой.

Стебель 30-50 см высотой, чисто-зеленый или с рисунком из пурпурово-черных рассеянных продольных штрихов, отчасти волосистый, особенно в верхней части. Простой или разветвленный, с ветвями, обычно превышающими главный стебель по длине. Междоузлия немногочисленные, удлиненные.
Листья нижние продолговато-яйцевидные, верхние более узкие — ланцетные, городчато-зубчатые, короче междоузлий.
Соцветие обычно формируется с 5-6 узла. Прицветники треугольно-ромбические, волосистые, на верхушке острые, равные по длине чашечке. Чашечка крупная, пушистая за счет тонких белых нежелезистых волосков. Венчик около 2 см длиной, трубка слабо изогнута, носик верхней губы горизонтальный, до 2 мм длиной, фиолетовый, иногда белый. Нижняя губа прижата к верхней и закрывает зев венчика.
Семена с крылышками около 1 мм шириной.

## Распространение и экология
Природный ареал охватывает среднюю Европу и Прибалтийский регион. В России встречается в европейской части.

## Классификация

### Таксономия
- Rhinanthus major L., 1756, Amoen. Acad. 3: 53

Вид Погремок малый включается в род Погремок (Rhinanthus) семейства Заразиховые (Orobanchaceae) порядка Ясноткоцветные (Lamiales), последовательно входящего в более крупные клады Ламииды → Астериды → Суперастериды → Эвдикоты → Цветковые растения. Таксономическая схема в соответствии с Системой APG IV по состоянию на июнь 2024 года:
|  |                          |  |                                   |                                   |                       |  | еще 23 семейства | еще 23 семейства |                      |  |                         |  | еще 47 подтвержденных видов и 11 видов, ожидающих подтверждения | еще 47 подтвержденных видов и 11 видов, ожидающих подтверждения |  |
|  |                          |  |                                   |                                   |                       |  | еще 23 семейства | еще 23 семейства |                      |  |                         |  | еще 47 подтвержденных видов и 11 видов, ожидающих подтверждения | еще 47 подтвержденных видов и 11 видов, ожидающих подтверждения |  |
|  |                          |  |                                   | порядок Ясноткоцветные            |                       |  |                  |                  | род Погремок         |  |                         |  |                                                                 |                                                                 |  |
|  |                          |  |                                   | порядок Ясноткоцветные            |                       |  |                  |                  | род Погремок         |  | 2 внутривидовых таксона |  |                                                                 |                                                                 |  |
|  | клада Цветковые растения |  |                                   |                                   | семейство Заразиховые |  |                  |                  | вид Погремок большой |  |                         |  |                                                                 |                                                                 |  |
|  | клада Цветковые растения |  |                                   |                                   |                       |  |                  |                  |                      |  |                         |  |                                                                 |                                                                 |  |
|  |                          |  | ещё 63 порядка цветковых растений | ещё 63 порядка цветковых растений |                       |  |                  | еще 98 родов     | еще 98 родов         |  |                         |  |                                                                 |                                                                 |  |
|  |                          |  |                                   | ещё 63 порядка цветковых растений |                       |  |                  |                  | еще 98 родов         |  |                         |  |                                                                 |                                                                 |  |

### Внутривидовые таксоны
- Rhinanthus major var. apterus Fr.
- Rhinanthus major var. major — Погремок узколистный

### Синонимы
- Alectorolophus major (L.) Rchb.
- Fistularia major (L.) Wettst.
- Rhinanthus crista-galli var. major (L.) Hartm.
- Rhinanthus glaber var. major (L.) Gray
- Rhinanthus grandiflorus subsp. major (L.) Čelak.